# Tör och Attunda gäll
Tör och Attunda gäll var en förening avsedd att organisera de asatroende i Stockholmsregionen. Den bildades 1996 och hade 1997 mellan 50 och 100 medlemmar. Gället gick helt upp i Samfälligheten för Nordisk Sed i samband med den sistnämndas omorganisering, inför registreringen som trossamfund.